# Charols
Charols este o comună în departamentul Drôme din sud-estul Franței. În 2009 avea o populație de 765 de locuitori.

## Evoluția populației
| An        | 1975 | 1982 | 1990 | 1999 | 2006 | 2009 |
| --------- | ---- | ---- | ---- | ---- | ---- | ---- |
| Populație | 261  | 305  | 415  | 501  | 693  | 765  |